# Classe Grom améliorée
Les destroyers de la classe Grom améliorée de 1939 étaient les troisième et quatrième navires prévus de la classe Grom de destroyers commandés pour la marine polonaise peu avant la Seconde Guerre mondiale. Ils devaient être construits en Pologne, les premiers destroyers de la classe ainsi construits, et devaient être nommés respectivement Huragan (« ouragan ») et Orkan (« tempête de vent »). Leur conception prévoyait une puissance et un déplacement supérieurs à ceux des deux premiers navires de la classe. Leur construction a été interrompue par le début de la Seconde Guerre mondiale et ils n’ont jamais été achevés.

## Historique
À la fin des années 1930, la marine polonaise a décidé d’agrandir sa flotte de destroyers. Avec des retours positifs sur le service opérationnel des deux destroyers de classe Grom de construction britannique, les ORP Grom et ORP Błyskawica, la marine polonaise a décidé de commander deux autres navires de ce type. Cette fois, cependant, la commande a été passée (le 1er mai 1939) au Chantier naval de la marine polonaise (Stocznia Marynarki Wojennej) à Gdynia récemment agrandi plutôt qu’au chantier naval britannique J. Samuel White à Cowes, responsable des deux navires précédents,. Ils auraient été les premiers navires de guerre de classe destroyer à être construits en Pologne. Jusque-là, les chantiers navals polonais construisaient des navires plus petits, tels que des mouilleurs de mines et des dragueurs de mines,. Les chantiers navals J. Samuel White devaient fournir les turbines, et certains armements ont également été commandés à l’étranger, comme les canons principaux et secondaires au groupe suédois Bofors, et les mitrailleuses à la société française Hotchkiss et Cie). Le coût des destroyers était de 32 millions de złotys, dont 55% devaient être dépensés en Pologne.
Les deux nouveaux destroyers ont été planifiés avec plusieurs changements dans la conception. La superstructure et les cheminées devaient être regroupés et la disposition des quartiers de l’équipage était modifiée. Le soudage devait être utilisé de manière plus importante dans la construction. La puissance du moteur devait être augmentée de 2500 chevaux. Le déplacement serait augmenté de 70 tonnes.
L’ORP Huragan devait être prêt pour avril 1942, soit 36 mois après avoir été commandé, et l’ORP Orkan pour octobre de la même année. Les travaux de construction du Huragan ont commencé le 15 juillet 1939, lorsque sa quille a été posée. L’invasion allemande de la Pologne, le 1er septembre 1939 interrompt la construction. Certains matériaux ont été détournés vers le train blindé improvisé Kashubian Dragon,,, ». Au cours des semaines suivantes, les chantiers navals de Gdynia et de la marine polonaise ont été capturés par les Allemands. La construction des deux destroyers, à peine commencée, n’a jamais été reprise, car les matériaux ont été mis au rebut ou réutilisés par l’occupant.